# Sergueï Svetlov
Pour les articles homonymes, voir Svetlov.
Temple de la renommée russe : 2014
Sergueï Aleksandrovitch Svetlov (en russe : Сергей Александрович Светлов ; en anglais Sergei Svetlov) né le 17 janvier 1961 à Penza (Union soviétique) est un joueur professionnel russe de hockey sur glace.

## Biographie

### Carrière de joueur
En 1978, il commence sa carrière avec le HK Dinamo Moscou. Il est choisi en 1988 au cours du repêchage d'entrée dans la Ligue nationale de hockey par les Devils du New Jersey en 9e ronde, en 180e position. En 1989, il rejoint l'Újpesti TE en Hongrie. À compter de la saison suivante, il part en 2. bundesliga. Il met un terme à sa carrière en 1995.

### Carrière internationale
Il a représenté l'URSS au niveau international. Il compte 154 sélections pour 57 buts. Il est médaillé d'or aux jeux olympiques de 1988. Il a participé à trois éditions du championnat du monde pour un bilan de trois médailles (une d'or, une d'argent, et une de bronze).

### Carrière d'entraîneur
Il a ensuite entraîné en Allemagne. Il a dirigé l'EV Landshut, l'ESV Kaufbeuren et l'ETC Crimmitschau. En 2008, il devient entraîneur-adjoint de Piotr Vorobiov au Lada Togliatti dans la Ligue continentale de hockey. Il est promu entraîneur principal courant 2009.

## Statistiques

### En club
| Saison    | Équipe        | Ligue         |    | Saison régulière | Saison régulière | Saison régulière | Saison régulière | Saison régulière |   | Séries éliminatoires | Séries éliminatoires | Séries éliminatoires | Séries éliminatoires | Séries éliminatoires |
| Saison    | Équipe        | Ligue         | PJ | B                | A                | Pts              | Pun              | PJ               | B | A                    | Pts                  | Pun                  |                      |                      |
| 1978-1979 | Dinamo Moscou | URSS          | 2  | 0                | 0                | 0                | 0                |                  |   |                      |                      |                      |                      |                      |
| 1979-1980 | Dinamo Moscou | URSS          | 22 | 9                | 5                | 14               | 0                |                  |   |                      |                      |                      |                      |                      |
| 1980-1981 | Dinamo Moscou | URSS          | 0  | 19               | 15               | 34               | 17               |                  |   |                      |                      |                      |                      |                      |
| 1981-1982 | Dinamo Moscou | URSS          | 0  | 13               | 13               | 26               | 0                |                  |   |                      |                      |                      |                      |                      |
| 1982-1983 | Dinamo Moscou | URSS          | 36 | 11               | 11               | 22               | 10               |                  |   |                      |                      |                      |                      |                      |
| 1983-1984 | Dinamo Moscou | URSS          | 38 | 8                | 9                | 17               | 8                |                  |   |                      |                      |                      |                      |                      |
| 1984-1985 | Dinamo Moscou | URSS          | 36 | 15               | 11               | 26               | 37               |                  |   |                      |                      |                      |                      |                      |
| 1985-1986 | Dinamo Moscou | URSS          | 35 | 15               | 20               | 35               | 20               |                  |   |                      |                      |                      |                      |                      |
| 1986-1987 | Dinamo Moscou | URSS          | 36 | 20               | 19               | 39               | 32               |                  |   |                      |                      |                      |                      |                      |
| 1987-1988 | Dinamo Moscou | URSS          | 35 | 12               | 18               | 30               | 14               |                  |   |                      |                      |                      |                      |                      |
| 1988-1989 | Dinamo Moscou | URSS          | 31 | 12               | 10               | 22               | 21               |                  |   |                      |                      |                      |                      |                      |
| 1989-1990 | Dinamo Moscou | URSS          | 15 | 3                | 4                | 7                | 8                |                  |   |                      |                      |                      |                      |                      |
| 1989-1990 | Újpesti TE    | Hongrie       |    |                  |                  |                  |                  |                  |   |                      |                      |                      |                      |                      |
| 1990-1991 | EC Ratingen   | 2. bundesliga | 30 | 30               | 31               | 61               | 57               |                  |   |                      |                      |                      |                      |                      |
| 1991-1992 | EC Ratingen   | 2. bundesliga | 44 | 43               | 45               | 88               | 37               |                  |   |                      |                      |                      |                      |                      |
| 1992-1993 | EC Ratingen   | 2. bundesliga | 28 | 12               | 16               | 28               | 21               |                  |   |                      |                      |                      |                      |                      |
| 1994-1995 | Herner EV/EG  | 2. bundesliga | 6  | 2                | 3                | 5                | 0                |                  |   |                      |                      |                      |                      |                      |